# مايك وليامز (لاعب كرة قاعدة)
مايك وليامز (بالإنجليزية: Mike Williams)‏ هو لاعب كرة قاعدة أمريكي، ولد في 29 يوليو 1968 في رادفورد في الولايات المتحدة.

## وصلات خارجية
- مايك وليامز على موقعبيزبول رفرنس.كوم (الدوري الرئيسي) (الإنجليزية)
- مايك وليامز على موقعبيزبول رفرنس.كوم (الدوري الثانوي) (الإنجليزية)
- مايك وليامز على موقع مشجعي الرسوم البيانية (الإنجليزية)